# Alberto Cogorro
Alberto Cogorro Contreras (Madrid, 5 novembre 1977) è un ex giocatore di calcio a 5 spagnolo.
Con la Nazionale spagnola è stato campione del mondo nel 2004 e campione europeo nel 2005.

## Carriera
Pur avendo ottenuto grandi risultati con la nazionale, con cui ha vinto un mondiale al FIFA Futsal World Championship 2004 ed un europeo allo UEFA Futsal Championship 2005 in Repubblica Ceca, come palmarès a livello di club ha ottenuto solo una supercoppa nel Playas de Castellón. Ha terminato la carriera nella squadra di division de plata del Tien 21 Uicesa Tres Cantos. In totale, ha disputato 49 incontri con la Nazionale, mettendo a segno 21 reti.

## Palmarès
- Campionato mondiale: 1
Taipei Cinese 2004
- Campionato d'Europa: 1
Rep. Ceca 2005